# Barytatocephalus carbunculus
Barytatocephalus carbunculus är en stekelart som först beskrevs av Greese 1927.  Barytatocephalus carbunculus ingår i släktet Barytatocephalus och familjen brokparasitsteklar. Inga underarter finns listade.